# Lijst van premiers van Albanië
Dit is een lijst van premiers van Albanië.

## Tijdelijke regering (1912-1914)

### Premiers
| Naam              | Begin            | Einde           | Politieke partij |
| ----------------- | ---------------- | --------------- | ---------------- |
| Ismail Qemali     | 29 november 1912 | 22 januari 1914 |                  |
| Fejzi Bej Alizoti | 22 januari 1914  | 7 maart 1914    |                  |

## Vorstendom Albanië (1914-1925)

### Premiers
| Naam                                       | Begin            | Einde            | Politieke partij     |
| ------------------------------------------ | ---------------- | ---------------- | -------------------- |
| Turhan Pasha Përmeti (1e keer)             | 7 maart 1914     | 3 september 1914 |                      |
| Esat Pashë Toptani                         | 5 oktober 1914   | 24 februari 1916 |                      |
| Vacant (24 februari 1916-25 december 1918) |                  |                  |                      |
| Turhan Pasha Përmeti (2e keer)             | 25 december 1918 | 29 januari 1920  |                      |
| Sulejman Bej Delvina                       | 30 januari 1920  | 14 november 1920 |                      |
| Ilias Bej Vrioni (1e keer)                 | 19 november 1920 | 16 oktober 1921  |                      |
| Pandeli Evangjeli (1e keer)                | 16 oktober 1921  | 6 december 1921  |                      |
| Qazim Koculi                               | 6 december 1921  | 7 december 1921  |                      |
| Hasan Bej Prishtina                        | 7 december 1921  | 12 december 1921 |                      |
| Idhomene Kosturi                           | 12 december      | 24 december 1921 |                      |
| Xhafer Ypi                                 | 24 december 1921 | 26 december 1922 | Albanese Volkspartij |
| Ahmet Zogu (1e keer)                       | 26 december 1922 | 25 februari 1924 |                      |
| Shefqet Bej Verlaci (1e keer)              | 30 maart 1924    | 27 mei 1924      | Progressieve Partij  |
| Ilias Bej Vrioni (2e keer)                 | 27 mei 1924      | 10 juni 1924     |                      |
| Fan S. Noli                                | 16 juni 1924     | 23 december 1924 | Democratische Partij |
| Ilias Bej Vrioni (3e keer)                 | 24 december 1924 | 5 januari 1925   |                      |
| Ahmet Zogu (2e keer)                       | 6 januari 1925   | 31 januari 1925  |                      |

## Albanese Republiek(1925-1928)

### Ministers van Justitie (in de rol van premier)
| Naam                       | Begin             | Einde             | Politieke partij |
| -------------------------- | ----------------- | ----------------- | ---------------- |
| Petro Poga (1e keer)       | 1 februari 1925   | 23 september 1925 |                  |
| Milto Tutulani             | 28 september 1925 | 30 juli 1926      |                  |
| Josif Kedhi                | 30 juli 1926      | 10 februari 1927  |                  |
| Petro Poga (2e keer)       | 12 februari 1927  | 20 oktober 1927   |                  |
| Ilias Bej Vrioni (4e keer) | 24 oktober 1927   | 10 mei 1928       |                  |
| Hiqmet Delvina             | 11 mei 1928       | 1 september 1928  |                  |

## Koninkrijk Albanië(1928-1939)

### Premiers
| Naam                         | Begin            | Einde           | Politieke partij |
| ---------------------------- | ---------------- | --------------- | ---------------- |
| Kostaq Kotta (1e keer)       | 5 september 1928 | 5 maart 1930    |                  |
| Pandeli Evangjeli (2e keer)  | 6 maart 1930     | 16 oktober 1935 |                  |
| Mehdi Bej Frashëri (1e keer) | 22 oktober 1935  | 9 november 1936 |                  |
| Kostaq Kotta (2e keer)       | 9 november 1936  | 8 maart 1939    |                  |

## Italiaanse bezetting(1939-1943)

### Premiers
| Naam                          | Begin            | Einde            | Politieke partij             |
| ----------------------------- | ---------------- | ---------------- | ---------------------------- |
| Shefqet Bej Verlaci (2e keer) | 12 maart 1939    | 4 december 1941  | Albanese Fascistische Partij |
| Mustafa Merlika-Kruja         | 4 december 1941  | 19 januari 1943  | Albanese Fascistische Partij |
| Eqrem Bej Libohova (1e keer)  | 19 januari 1943  | 13 februari 1943 | Albanese Fascistische Partij |
| Maliq Bushati                 | 13 februari 1943 | 12 mei 1943      | Albanese Fascistische Partij |
| Eqrem Bej Libohova (2e keer)  | 12 mei 1943      | 9 september 1943 | Albanese Fascistische Partij |

## Duitse bezetting(1943-1944)

### Premiers
| Naam                 | Begin             | Einde            | Politieke partij |
| -------------------- | ----------------- | ---------------- | ---------------- |
| Ibrahim Bej Biçakçiu | 25 september 1943 | 24 oktober 1943  |                  |
| Mehdi Bej Frashëri   | 24 oktober 1943   | 3 november 1943  |                  |
| Rexhep Mitrovica     | 4 november 1943   | 14 juli 1944     |                  |
| Fiqri Dine           | 14 juli 1944      | 26 augustus 1944 |                  |

## Socialistische Volksrepubliek Albanië(1944-1991)

### Voorzitter van de Raad van Ministers
| Naam         | Begin            | Einde            | Politieke partij              |
| ------------ | ---------------- | ---------------- | ----------------------------- |
| Enver Hoxha  | 22 oktober 1944  | 19 juli 1954     | Albanese Partij van de Arbeid |
| Mehmet Shehu | 20 juli 1954     | 17 december 1981 | Albanese Partij van de Arbeid |
| Adil Çarçani | 18 december 1981 | 22 februari 1991 | Albanese Partij van de Arbeid |

## Albanië(1991-heden)

### Premiers
| Premier | Premier                      | Ambtstermijn                          | Partij     | Partij |
| ------- | ---------------------------- | ------------------------------------- | ---------- | ------ |
|         | Fatos Nano (1952) 1e keer    | 22 februari 1991 - 5 juni 1991        | PPS[h]     |        |
|         | Ylli Bufi (1948)             | 5 juni 1991 - 10 december 1991        | PS         |        |
|         | Vilson Ahmeti (1951)         | 10 december 1991 - 13 maart 1992      | partijloos |        |
|         | Aleksander Meksi (1939)      | 13 maart 1992 - 11 maart 1997         | PDS        |        |
|         | Bashkim Fino (1962-2021)     | 11 maart 1997 - 24 juli 1997          | PS         |        |
|         | Fatos Nano (1952) 2e keer    | 24 juli 1997 - 2 oktober 1998         | PS         |        |
|         | Pandeli Majko (1967) 1e keer | 2 oktober 1998 - 29 oktober 1999      | PS         |        |
|         | Ilir Meta (1969)             | 29 oktober 1999 - 22 februari 2002    | PS         |        |
|         | Pandeli Majko (1967) 2e keer | 22 februari 2002 - 31 juli 2002       | PS         |        |
|         | Fatos Nano (1952) 3e keer    | 31 juli 2002 - 11 september 2005      | PS         |        |
|         | Sali Berisha (1944)          | 11 september 2005 - 15 september 2013 | PDS        |        |
|         | Edi Rama (1964)              | 15 september 2013 - heden             | PS         |        |